# Abdellatif Mohamed
Abdellatif Mohamed Ahmed Mohamed (in arabo عبداللطيف محمد أحمد عبداللطيف محمد‎?; 8 dicembre 1995) è un lottatore egiziano, specializzato nella lotta greco-romana. Ha vinto due medaglie d'oro ai Giochi panafricani ed è stato per cinque volte campione africano. Ha rappresentato l'Egitto ai Giochi olimpici estivi di Rio de Janeiro 2016, classificandosi al diciassettesimo posto nel torneo dei 130 chilogrammi.

## Palmarès
- Giochi panafricani

Brazzaville 2015: oro nei 130 kg.
Rabat 2019: oro nei 130 kg.
- Campionati africani

Alessandria d'Egitto 2015: oro nei 130 kg.
Alessandria d'Egitto 2016: oro nei 130 kg.
Marrakech 2017: oro nei 130 kg.
Hammamet 2019: oro nei 130 kg.
Algeri 2020: oro nei 130 kg.
- Giochi mondiali militari

Wuhan 2019: bronzo nei 130 kg.
- Campionati arabi

Sharm el-Sheikh 2014: oro nei 130 kg.
Sharm el-Sheikh 2018: oro nei 130 kg.
Il Cairo 2019: oro nei 130 kg.